# Expropiación (México)
En México, la expropiación es definida por la doctrina jurídica como el acto administrativo en virtud del cual el Estado priva una persona de su propiedad ya sea parcial o totalmente, siempre que exista una causa de utilidad pública prevista en la ley y mediante el pago de una indemnización.
Se encuentra regulada en la Constitución Política de los Estados Unidos Mexicanos que Reforma la de 5 de febrero de 1857 en el Título Primero Capítulo I "De los Derechos Humanos y Sus Garantías" en su artículo 27 párrafos I, II y III, artículo del cual surgen una gran variedad de leyes reglamentarias pero para efectos de la figura de expropiación surge la llamada "Ley de Expropiación" que por tratarse de una ley reglamentaria, tiene por objetivo proveer en la esfera administrativa a su exacta observancia, dicha ley se encarga no sólo de definir dicha institución sino que también, establece las causas de utilidad pública y regula los procedimientos, modalidades y ejecución de las expropiaciones.

## Antecedentes
La constitución otorga las facultades al Estado para poder apropiarse de bienes pertenecientes a particulares para adjudicárselos y aprovecharlos para su causa de utilidad publica.
¿Cuál es el motivo de la creación de esta Ley?. Se encuentra fundada en dos razones. La primera se refiere a que la Constitución le atribuye al Estado, el retirar de la apropiación privada ciertos bienes como son: minas, petróleo, aguas, etc., esto por la importancia que representan para la economía nacional; y el segundo, porque no se quería que hubiera bienes afectados a finalidades religiosas, para tener un control sobre dichos bienes destinados para sus actividades. 
Podemos encontrar a partir del artículo 764 al 773 del Código Civil Federal que bienes son considerados de dominio público y cuales propiedad de particulares
Los bienes de dominio público son los que por su naturaleza o por ministerio de Ley son destinados al uso público común y por esta razón no son susceptibles de que se constituya sobre estos propiedad alguna por ello, se entiende que son inalienables, imprescriptibles, no están sujetos a expropiación ni pueden ser gravados con hipoteca o embargo, y bajo estos parámetros es que se da la definición de "utilidad pública" que se refiere al disfrute de todo individuo siempre y cuando este disfrute no sea solo para sí o en perjuicio de algún tercero.

## Procedimiento de expropiación
Debido a que los actos de autoridad son coercitivos, imperativos y unilaterales, y además a que la autoridad Administrativa tiene una amplia facultad discrecional, sería fácil para esta cometer abusos en la aplicación de la figura de expropiación. Por las razones anotas es que existe el principio de legalidad que se deduce de la interpretación del artículo 14 párrafo II constitucional, principio que versa que cualquier acto de autoridad deba hacerse con apego a Derecho o a la Ley. Es por eso que la ley de Expropiación nos hace mención del procedimiento a seguir para que una autoridad pueda Expropiar y puntualiza también cuales son los derechos y recursos que tiene a su favor el expropiado. Grosso modo se puede decir que es: una declaratoria de utilidad pública, un decreto expropiatorio y una indemnización.

### Causa de utilidad pública
Para que se de pauta a la expropiación es necesario que exista una causa de utilidad pública, estas se encuentran en la Ley de Expropiación en su artículo primero, entre las cuales se encuentran la construcción de calles, las calzadas, los puentes, las obras de infraestructura publica, etc.
Esta causa de utilidad pública deberá ser expedida por la autoridad competente, es decir, que dependiendo para que se destine dicho bien, es la secretaría que será competente, así bien, si esta causa de utilidad pública tiene como objetivo la construcción de una escuela la secretaria competente será la Secretaria de Educación Pública.

### Declaratoria de utilidad pública
A su vez se tiene que cumplir con ciertos requisitos que nos establece la Ley de Expropiación para que se tenga por cierta la causa de utilidad pública. Entre los más importantes encontramos que esta causa de utilidad pública se debe de acreditar con base en los dictámenes técnicos correspondientes, se debe publicar en el Diario Oficial de la Federación y en un diario de mayor circulación del domicilio del inmueble y se debe de notificar al interesado, en este caso a quien se le pretenda expropiar el bien, en caso de no poder localizar al interesado se realizará una segunda publicación en el Diario Oficial de la Federación con cinco días hábiles de diferencia a la primera publicación que se realizó, surtiendo está efectos de notificación personal.
El interesado tendrá hasta quince días hábiles siguientes a la fecha de notificación (por primera notificación o por la segunda publicación en el Diario Oficial de la Federación) para manifestar su interés, es decir, para que presente pruebas para desacreditar la causa de utilidad pública; dentro de los ocho días hábiles siguientes al ofrecimiento de pruebas se dará la audiencia de pruebas, en el cual se desahogarán todas ellas; el interesado tendrá hasta tres días hábiles siguientes a la audiencia de pruebas para presentar sus alegatos de manera escrita.
La autoridad tendrá hasta diez días hábiles siguientes a la presentación de los alegatos para presentar su resolución la cual puede confirmar, modificar o revocar la causa de utilidad pública; por último el Ejecutivo Federal tendrá hasta treinta días hábiles siguientes a que se haya dado la resolución para publicar el decreto de expropiación en el Diario Oficial de la Federación, so pena de que quede sin efectos al no hacerlo.

### Decreto  expropiatorio
El decreto expropiatorio es la publicación que se realiza en el Diario Oficial de la Federación por el Poder Ejecutivo, en donde se da a conocer que el inmueble se le expropiara al particular, para ello se procederá a notificarlo. En caso de no localizar al particular se hará una segunda publicación a los cinco días hábiles siguientes a que se haya realizado la primera, surtiendo efectos de notificación personal.
En caso de inconformidad por parte del particular podrá acudir al procedimiento judicial durante los siguientes diez días hábiles siguientes a la primera o en su caso segunda publicación en el Diario Oficial de la Federación, sin embargo, solo podrá inconformarse por el monto de indemnización a que será acreedor por motivo de dicha expropiación.

### Indemnización
Indemnizar es reparar o resarcir el daño que se ocasione por una determina conducta, ya sea de acción o bien de omisión. Para eso nuestro Código Civil Federal y en su caso el de cada Entidad sientan las bases para ello, lo cual se traduce en la elección del ofendido consistente básicamente en tres cosas, la devolución de la cosa a su estado anterior, la restitución de una cosa de la misma especie, género y calidad o bien si físicamente no es posible ninguna, se deberá pagar los daños y perjuicios que el hecho haya ocasionado. Para esto último nuestra legislación civil considera como daño la pérdida o menoscabo en el patrimonio de una persona y como perjuicio la pérdida de ganancia licita que se hubiera obtenido.
Se considera que existe daño al expropiar a una persona, ya que se presenta una merma en el patrimonio de la persona expropiada, y además, esta contribuye de una manera injusta y desproporcionada a la causa del Estado. Debemos tener en cuenta que nuestra Constitución Política en su artículo 31 párrafo IV, menciona que los Ciudadanos Mexicanos están obligados a contribuir con los gastos del estado, y si bien es cierto los ciudadanos mexicanos tienen la obligación de contribuir a los gastos del Estado, también lo es al contribuir con estos gastos se debe hacer de manera "proporcional y equitativa" por lo que si un ciudadano es privado de su propiedad por una causa de utilidad publica, de manera unilateral, coercitiva e imperativa,  mediante la expropiación, este ciudadano contribuye de una manera completamente desproporcionada e injusta, sin mencionar que merma su patrimonio.  Por lo que el Estado debe de manera imperiosa indemnizar al ciudadano afectado por la Expropiación, por ese menoscabo sufrido en su patrimonio.
El procedimiento para Indemnizar a una persona expropiada lo establece la Ley de Expropiación a partir de su artículo 10 y hasta su artículo 20, en resumen este procedimiento es de la siguiente forma:
1. El precio que se fijará como indemnización por el bien expropiado, será equivalente al valor comercial.
2. En el caso de bienes inmuebles, al valor fiscal que figure en las oficinas catastrales o recaudadoras.
3. El monto de la indemnización se fijará por el Instituto de Administración y Avalúos de Bienes Nacionales o Instituciones de crédito o corredores públicos o profesionistas con posgrado en valuación, que se encuentren autorizados en los términos que indique el Reglamento.
4. Cuando se controvierta el monto de la indemnización, se hará la consignación al juez que corresponda, quien fijará a las partes el término de tres días para que designen sus peritos, con apercibimiento de designarlos el juez en rebeldía, si aquellos no lo hacen.

También se les prevendrá designen de común acuerdo un tercer perito para el caso de discordia, y si no lo nombraren, será designado por el juez.Los honorarios de cada perito serán pagados por la parte que deba nombrarlo y los del tercero por ambas.
1. El juez fijará un plazo que no excederá de sesenta días para que los peritos rindan su dictamen.
2. Si los peritos estuvieren de acuerdo en la fijación del valor de las mejoras o del demérito, el juez de plano fijará el monto de la indemnización; en caso de inconformidad, llamará al tercero, para que dentro del plazo que le fije, que no excederá de treinta días, rinda su dictamen. Con vista de los dictámenes de los peritos, el juez resolverá dentro del término de diez días lo que estime procedente.
3. Contra la resolución judicial que fije el monto de la indemnización, no cabrá ningún recurso.
4. El importe de la indemnización será cubierto por el Estado, cuando la cosa expropiada pase a su patrimonio. Cuando la cosa expropiada pase al patrimonio de persona distinta del Estado, esa persona cubrirá el importe de la indemnización.
5. La indemnización deberá pagarse en moneda nacional a más tardar dentro de los cuarenta y cinco días hábiles siguientes a la publicación del decreto de expropiación, sin perjuicio de que se convenga su pago en especie

### Derecho de reversión
El derecho de reversión es aquel recurso que puede interponer la persona interesada, que con anterioridad le han expropiado un bien. Este recurso se puede solicitar a los cinco años (días hábiles) siguientes a que se ha dado la expropiación y hasta dos años después de ellos, solo si la autoridad expropiante no destinó dicho mueble a la causa de utilidad pública que con anterioridad había señalado.

## Figuras similares
No debe confundirse a la expropiación con otros tipos de procedimientos y penas que aunque tengan como principal parecido la privación de la propiedad
por medio del Estado a los particulares, tienen diferente naturaleza Jurídica. Ejemplos de ellos son el decomiso, que es una pena que deriva de conductas delictivas donde se priva de la propiedad pero sin que haya de por medio indemnización, además esta pena es intrascendente y sólo se limita a privar de la propiedad de los bienes muebles o inmuebles que se hayan adquirido con recursos obtenidos a partir del delito. también la extinción de dominio entrarían dentro de penas que derivan de la comisión de conductas delictivas.
- Nacionalización: es un acto administrativo muy parecido a la expropiación ya que su objetivo principal es privar de la propiedad o medios de producción a los particulares, pero a diferencia de la expropiación no debe mediar una causa de utilidad pública y tampoco una indemnización. El diccionario para juristas Porrúa, define a la Nacionalización de la siguiente manera "Nacionalización.- Es una transferencia de colectividad de la propiedad de ciertos medios de producción, pertenecientes a particulares, realizada en bien del interés público, para preservar la independencia del Estado".[4]

En el lugar de la causa de utilidad pública encontramos que el Estado preponderantemente toma esta determinación privativa de propiedad, cuando se encuentra en peligro la seguridad nacional, la seguridad económica o bien cuando peligra la independencia del mismo. Como ejemplo de Nacionalización podemos mencionar a la Ley de nacionalización de bienes eclesiásticos y de separación de la Iglesia y el Estado, del 12 de julio de 1859.
- Extinción de dominio: se puede entender como una pérdida sobre los derechos de ciertos bienes con características definidas, las cuales podemos encontrar en el artículo segundo y octavo de la Ley Federal de Extinción de Dominio.[6]
. Cabe mencionar que esta ley es reglamentaria con respecto al artículo 22 de la Constitución Política de los Estados Unidos Mexicanos.[7]

La acción de extinción de dominio se ejercerá respecto de bienes que se encuentren relacionados con delitos y que se coloquen en los supuestos del artículo octavo de la Ley Federal de Extinción de Dominio.
Tal vez esta figura se pueda en un principio confundir con la expropiación, sin embargo hay una característica fundamental para que se de la Extinción de Dominio y esta es que se haya dado la relación de un delito con respecto del bien del cual se perderán los derechos